# Mistrzostwa Polski w Short Tracku 2017
Mistrzostwa Polski w Short Tracku 2017 – 21. edycja mistrzostw, która odbyła się w dniach 24–26 lutego 2017 roku na Toropolu w Opolu.

## Wyniki

### Kobiety

#### 500 metrów
Finał
| Miejsce | Zawodniczka          | Klub                | Wynik  | Punkty |
| ------- | -------------------- | ------------------- | ------ | ------ |
| 1.      | Natalia Maliszewska  | Juvenia Białystok   | 44,759 | 34     |
| 2.      | Magdalena Warakomska | AZS Opole           | 44,881 | 21     |
| 3.      | Nikola Mazur         | Juvenia Białystok   | 44,926 | 13     |
| 4.      | Monika Grządkowska   | Stoczniowiec Gdańsk | 46,422 | 8      |

#### 1000 metrów
Finał
| Miejsce | Zawodniczka          | Klub              | Wynik    | Punkty |
| ------- | -------------------- | ----------------- | -------- | ------ |
| 1.      | Magdalena Warakomska | AZS Opole         | 1:46,880 | 34     |
| 2.      | Kamila Stormowska    | Orzeł Elbląg      | 1:47,019 | 21     |
| 3.      | Nikola Mazur         | Juvenia Białystok | 1:47,070 | 13     |
| 4.      | Oliwia Gawlica       | AZS Opole         | 1:47,137 | 8      |

#### 1500 metrów
Finał
| Miejsce | Zawodniczka          | Klub                | Wynik    | Punkty |
| ------- | -------------------- | ------------------- | -------- | ------ |
| 1.      | Magdalena Warakomska | AZS Opole           | 2:25,844 | 34     |
| 2.      | Natalia Maliszewska  | Juvenia Białystok   | 2:28,055 | 21     |
| 3.      | Monika Grządkowska   | Stoczniowiec Gdańsk | 2:35,356 | 13     |
| 4.      | Kamila Stormowska    | Orzeł Elbląg        | 2:35,444 | 8      |
| 5.      | Oliwia Gawlica       | AZS Opole           | 2:36,176 | 5      |
| 6.      | Patrycja Markiewicz  | Juvenia Białystok   | 2:36,310 | 3      |

#### Superfinał 3000 metrów
Finał
| Miejsce | Zawodniczka          | Klub                | Wynik    | Punkty |
| ------- | -------------------- | ------------------- | -------- | ------ |
| 1.      | Natalia Maliszewska  | Juvenia Białystok   | 5:16,546 | 34     |
| 2.      | Magdalena Warakomska | AZS Opole           | 5:18,610 | 21     |
| 3.      | Kamila Stormowska    | Orzeł Elbląg        | 5:17,173 | 13     |
| 4.      | Patrycja Markiewicz  | Juvenia Białystok   | 5:18,856 | 8      |
| 5.      | Monika Grządkowska   | Stoczniowiec Gdańsk | 5:19,922 | 5      |
| 6.      | Oliwia Gawlica       | AZS Opole           | 5:39,825 | 3      |
| 7.      | Karolina Miłkowska   | Juvenia Białystok   | 5:58,107 | 2      |
| 8.      | Nikola Mazur         | Juvenia Białystok   | 6:00,110 | 1      |

#### Wielobój
Klasyfikacja
| Miejsce | Zawodniczka          | Klub                | Dystanse | Dystanse | Dystanse | Dystanse | Punkty |
| Miejsce | Zawodniczka          | Klub                | 1500 m   | 500 m    | 1000 m   | 3000 m   | Punkty |
| ------- | -------------------- | ------------------- | -------- | -------- | -------- | -------- | ------ |
| 1.      | Magdalena Warakomska | AZS Opole           | 1        | 2        | 1        | 2        | 110    |
| 2.      | Natalia Maliszewska  | Juvenia Białystok   | 2        | 1        | 13       | 1        | 89     |
| 3.      | Kamila Stormowska    | Orzeł Elbląg        | 4        | 17       | 2        | 3        | 42     |
| 4.      | Monika Grządkowska   | Stoczniowiec Gdańsk | 3        | 4        | 5        | 5        | 31     |
| 5.      | Nikola Mazur         | Juvenia Białystok   | 7        | 3        | 3        | 8        | 29     |
| 6.      | Patrycja Markiewicz  | Juvenia Białystok   | 6        | 5        | 8        | 4        | 16     |
| 7.      | Oliwia Gawlica       | AZS Opole           | 5        | 14       | 4        | 6        | 16     |
| 8.      | Karolina Miłkowska   | Juvenia Białystok   | 23       | 9        | 6        | 7        | 5      |
| 9.      | Wiktoria Tkaczuk     | AZS Opole           | 19       | 6        | 14       |          | 3      |
| 10.     | Kamila Stankiewicz   | Orzeł Elbląg        | 14       | 7        | 12       |          | 2      |
| 11.     | Julia Rogacewicz     | Stoczniowiec Gdańsk | 17       | 15       | 7        |          | 2      |
| 12.     | Patrycja Maliszewska | Juvenia Białystok   | 8        | 13       | 9        |          | 1      |

#### Sztafeta 3000 metrów
Finał
| Miejsce | Klub                                                                                           | Wynik    |
| ------- | ---------------------------------------------------------------------------------------------- | -------- |
| 1.      | Juvenia Białystok Natalia Maliszewska Patrycja Maliszewska Patrycja Markiewicz Nikola Mazur    | 4:26,730 |
| 2.      | AZS Opole Oliwia Gawlica Katarzyna Iwach Wiktoria Tkaczuk Magdalena Warakomska Magdalena Wilga | 4:37,766 |
| 3.      | Juvenia Białystok II Joanna Kondrak Karolina Miłkowska Gabriela Topolska Wiktoria Żak          | 4:49,005 |
| 4.      | Orzeł Elbląg Zuzanna Rumak Kamila Stankiewicz Kamila Stormowska Marika Surowiec                | 5:04,189 |

### Mężczyźni

#### 500 metrów
Finał
| Miejsce | Zawodnik         | Klub              | Wynik  | Punkty |
| ------- | ---------------- | ----------------- | ------ | ------ |
| 1.      | Rafał Anikiej    | Juvenia Białystok | 41,942 | 34     |
| 2.      | Adam Filipowicz  | AZS Opole         | 42,538 | 21     |
| 3.      | Bartosz Bielecki | Juvenia Białystok | 42,697 | 13     |
| 4.      | Paweł Adamski    | Juvenia Białystok | 43,424 | 8      |

#### 1000 metrów
Finał
| Miejsce | Zawodnik        | Klub              | Wynik    | Punkty |
| ------- | --------------- | ----------------- | -------- | ------ |
| 1.      | Bartosz Konopko | Juvenia Białystok | 1:29,370 | 34     |
| 2.      | Rafał Anikiej   | Juvenia Białystok | 1:29,616 | 21     |
| 3.      | Adam Filipowicz | AZS Opole         | 1:30,213 | 13     |
| 4.      | Szymon Wilczyk  | Juvenia Białystok | 1:30,381 | 8      |

#### 1500 metrów
Finał
| Miejsce | Zawodnik         | Klub              | Wynik    | Punkty |
| ------- | ---------------- | ----------------- | -------- | ------ |
| 1.      | Bartosz Konopko  | Juvenia Białystok | 2:30,380 | 34     |
| 2.      | Rafał Anikiej    | Juvenia Białystok | 2:30,408 | 21     |
| 3.      | Szymon Wilczyk   | Juvenia Białystok | 2:33,048 | 13     |
| 4.      | Bartosz Bielecki | Juvenia Białystok | 2:33,643 | 8      |
| 5.      | Krystian Giszka  | AZS Opole         | 2:38,757 | 5      |
| 6.      | Adam Filipowicz  | AZS Opole         | 2:39,706 | 3      |
| 7.      | Michał Domański  | Orzeł Elbląg      | 2:49,133 | 2      |

#### Superfinał 3000 metrów
Finał
| Miejsce | Zawodnik              | Klub              | Wynik    | Punkty |
| ------- | --------------------- | ----------------- | -------- | ------ |
| 1.      | Rafał Anikiej         | Juvenia Białystok | 5:07,726 | 34     |
| 2.      | Krystian Giszka       | AZS Opole         | 5:08,129 | 21     |
| 3.      | Adam Filipowicz       | AZS Opole         | 5:13,251 | 13     |
| 4.      | Bartosz Bielecki      | Juvenia Białystok | 5:26,074 | 8      |
| 5.      | Bartosz Konopoko      | Juvenia Białystok | 5:21,239 | 5      |
| 6.      | Paweł Adamski         | Juvenia Białystok | 5:28,848 | 3      |
| 7.      | Paweł Michał Domański | Orzeł Elbląg      | 5:55,311 | 2      |
| 8.      | Szymon Wilczyk        | Juvenia Białystok | 6:03,647 | 1      |

#### Wielobój
Klasyfikacja
| Miejsce | Zawodnik          | Klub              | Dystanse | Dystanse | Dystanse | Dystanse | Punkty |
| Miejsce | Zawodnik          | Klub              | 1500 m   | 500 m    | 1000 m   | 3000 m   | Punkty |
| ------- | ----------------- | ----------------- | -------- | -------- | -------- | -------- | ------ |
| 1.      | Rafał Anikiej     | Juvenia Białystok | 2        | 1        | 2        | 1        | 110    |
| 2.      | Bartosz Konopoko  | Juvenia Białystok | 1        | 5        | 1        | 5        | 78     |
| 3.      | Adam Filipowicz   | AZS Opole         | 6        | 2        | 3        | 3        | 50     |
| 4.      | Bartosz Bielecki  | Juvenia Białystok | 4        | 3        | 5        | 4        | 34     |
| 5.      | Krystian Giszka   | AZS Opole         | 5        | 7        | 6        | 2        | 31     |
| 6.      | Szymon Wilczyk    | Juvenia Białystok | 3        | 6        | 4        | 8        | 25     |
| 7.      | Paweł Adamski     | Juvenia Białystok | 13       | 4        | 7        | 6        | 13     |
| 8.      | Michał Domański   | Orzeł Elbląg      | 7        | 8        | 10       | 7        | 5      |
| 9.      | Łukasz Kuczyński  | Juvenia Białystok | 8        | 9        | 15       |          | 1      |
| 10.     | Mateusz Mikołajuk | Juvenia Białystok | 15       | 14       | 8        |          | 1      |

#### Sztafeta 5000 metrów
Finał
| Miejsce | Klub                                                                                 | Wynik    |
| ------- | ------------------------------------------------------------------------------------ | -------- |
| 1.      | Juvenia Białystok Rafał Anikiej Bartosz Bielecki Bartosz Konopko Szymon Wilczyk      | 7:09,265 |
| 2.      | AZS Opole Łukasz Fabiański Adam Filipowicz Krystian Giszka Sebastian Hydzik          | 7:14,733 |
| 3.      | Orzeł Elbląg Michał Domański Adrian Jasiński Michael Popov Beniamin Rumak            | 7:32,154 |
| 4.      | Juvenia Białystok II Paweł Adamski Łukasz Kuczyński Mateusz Mikołajuk Karol Nieścier | PEN      |